# Nati il 12 settembre
| Questa pagina contiene informazioni ricavate automaticamente dalle voci biografiche con l'ausilio del template Bio e di un bot. L'aggiornamento è periodico e automatico e ricostruisce completamente la pagina. Se manca una persona in questa lista, sei pregato di non aggiungerla, ma accertati piuttosto che la sua voce biografica contenga il template Bio e che i dati anagrafici siano correttamente compilati. Se il template Bio manca, inseriscilo tu stesso o, in alternativa, metti l'avviso {{tmp\|Bio}} che ne segnala la mancanza. Se i dati riportati sono sbagliati, correggi direttamente la voce biografica; le modifiche saranno visibili in questa lista entro pochi giorni. Per chiarimenti vedi il progetto biografie. La lista contiene solo le 1.139 persone che sono citate nell'enciclopedia e per le quali è stato implementato correttamente il template Bio. Pagina aggiornata al 17 ago 2025. |

## XIII secolo(1)
- 1284 - Abu Thabit 'Amir, sultano († 1308)

## XIV secolo(1)
- 1310 - Niccolò Acciaiuoli, politico italiano († 1365)

## XV secolo(3)
- 1415 - John de Mowbray, III duca di Norfolk, nobile e militare britannico († 1461)
- 1492 - Lorenzo de' Medici, duca di Urbino, sovrano italiano († 1519)
- 1494 - Francesco I di Francia, re francese († 1547)

## XVI secolo(8)
- 1510 - Cristoforo Canal, ammiraglio italiano († 1562)
- 1514 - Filippo di Meclemburgo, duca († 1557)
- 1545 - Lorenzo Bianchetti, cardinale italiano († 1612)
- 1552 - André Schott, gesuita, umanista e teologo fiammingo († 1629)
- 1571 - Álvaro de Bazán, generale spagnolo († 1646)
- 1578 - Hieronymus Francken II, pittore fiammingo († 1623)
- 1588 - Louis Chantereau Lefèbvre, scrittore e storico francese († 1658)
- 1590 - María de Zayas, scrittrice spagnola

## XVII secolo(17)
- 1607 - Alessandro Crescenzi, cardinale e arcivescovo cattolico italiano († 1688)
- 1615 - Sofia di Assia-Kassel, nobildonna tedesca († 1670)
- 1618 - Margherita d'Este, nobile italiana († 1692)
- 1619 - Giacomo Lubrano, gesuita, poeta e scrittore italiano († 1693)
- 1627 - Humbertus Guilielmus de Precipiano, arcivescovo cattolico francese († 1711)
- 1637 - Claude Lefèbvre, pittore francese († 1675)
- 1649 - Giuseppe Maria Tomasi, cardinale italiano († 1713)
- 1652 - Federico Carlo di Württemberg-Winnental, duca († 1697)
- 1655 - Sébastien de Brossard, compositore, teorico musicale e musicologo francese († 1730)
- 1660 - Wolfgang Hannibal von Schrattenbach, cardinale austriaco († 1738)
- 1661 - Giovanni Giuseppe Piccini, scultore italiano († 1725)
- 1671 - Giberto Borromeo, cardinale italiano († 1740)
- 1676 - Costantino Balbi, doge († 1741)
- 1678 - Cristina Giuliana di Baden-Durlach, nobildonna tedesca († 1707)
- 1683 - Elisabetta Sofia Maria di Schleswig-Holstein-Sonderburg-Norburg, principessa tedesca († 1767)
- 1688 - Ferdinand Maximilian Brokoff, scultore e stuccatore boemo († 1731)
- 1699 - John Martyn, botanico inglese († 1768)

## XVIII secolo(32)
- 1702 - Gennaro Maria Sarnelli, presbitero e missionario italiano († 1744)
- 1704 - Stephen Fox-Strangways, I conte di Ilchester, nobile e politico inglese († 1776)
- 1709 - Charles Somerset, IV duca di Beaufort, nobile e politico inglese († 1756)
- 1712 - Romualdo de Sterlich, filosofo italiano († 1788)
- 1721 - Martín de Mayorga, generale spagnolo († 1783)
- 1725 - Guillaume Le Gentil, astronomo francese († 1792)
- 1727 - Antonio Ricardos, militare spagnolo († 1794)
- 1730 - Aleksander Michał Sapieha, nobile e politico polacco († 1793)
- 1736 - Hsinbyushin, sovrano birmano († 1776)
- 1746 - Chevalier de La Barre, francese († 1766)
- 1748 - Jean-Michel Huon de Kermadec, navigatore francese († 1793)
- 1748 - Aleksej Kirillovič Razumovskij, politico russo († 1822)
- 1748 - Andreas Riedel, scrittore e politico austriaco († 1837)
- 1750 - Domenico Feudale, vescovo cattolico e teologo italiano († 1828)
- 1759 - Dmitrij Sergeevič Dochturov, generale russo († 1816)
- 1759 - Maximilian von Montgelas, politico tedesco († 1838)
- 1762 - Pierre-François Jamet, presbitero francese († 1845)
- 1765 - Philibert de Bruillard, vescovo cattolico francese († 1860)
- 1766 - Albert Gyulay, generale austriaco († 1835)
- 1771 - Antoine André Louis Reynaud, matematico francese († 1844)
- 1773 - Gustave-Maximilien-Juste de Croÿ-Solre, cardinale e arcivescovo cattolico francese († 1844)
- 1777 - Henri Marie Ducrotay de Blainville, zoologo francese († 1850)
- 1779 - Karl Cäsar von Leonhard, mineralogista e geologo tedesco († 1862)
- 1780 - Giovanni Battista Quadri, oculista italiano († 1851)
- 1787 - Charlotte Clive, nobildonna inglese († 1866)
- 1792 - Giuseppe Cominotti, architetto, pittore e funzionario italiano († 1833)
- 1792 - Filippo Cassola, chimico e inventore italiano († 1869)
- 1792 - Benoît Gonod, insegnante, bibliotecario e inventore francese († 1849)
- 1797 - Alamanno Agostini Venerosi della Seta, politico e patriota italiano († 1844)
- 1797 - Emilia de Vialar, religiosa e santa francese († 1856)
- 1798 - Jovan Vesel Koseski, poeta e traduttore sloveno († 1884)
- 1800 - Pierre Charles Fournier de Saint-Amant, scacchista francese († 1872)

## XIX secolo(193)
- 1801 - Giuseppe Concone, compositore italiano († 1861)
- 1804 - Carlo di Leiningen, nobile tedesco († 1856)
- 1806 - Victor Gélu, poeta e scrittore francese († 1885)
- 1808 - August von Werder, generale prussiano († 1887)
- 1809 - Lodovico Daziani, politico italiano († 1864)
- 1809 - Romolo Liverani, pittore e scenografo italiano († 1872)
- 1810 - Ernest Courtot de Cissey, politico e generale francese († 1882)
- 1811 - James Hall, geologo e paleontologo statunitense († 1898)
- 1811 - Max Haushofer, pittore tedesco († 1866)
- 1811 - Amédée Laurans des Ondes, militare francese († 1859)
- 1811 - Ida del Liechtenstein, principessa austriaca († 1884)
- 1812 - Richard March Hoe, inventore statunitense († 1886)
- 1812 - Bernard Smith, presbitero irlandese († 1892)
- 1813 - Enrico Besana, patriota e politico italiano († 1877)
- 1815 - Louis René Tulasne, botanico francese († 1885)
- 1817 - Constantin Frantz, scrittore e politico prussiano († 1891)
- 1817 - Giovanni Battista Varè, avvocato, politico e patriota italiano († 1884)
- 1818 - Richard Jordan Gatling, inventore statunitense († 1903)
- 1820 - Juan Bautista Cambiaso, ammiraglio italiano († 1886)
- 1821 - Carlo Giuseppe Piola Caselli, generale italiano († 1881)
- 1822 - Jindřich Fügner, patriota ceco († 1865)
- 1823 - Georg Geyer, pittore austriaco († 1912)
- 1823 - Francesco Prudenzano, patriota, docente e scrittore italiano († 1909)
- 1823 - Kornel Ujejski, scrittore e patriota polacco († 1897)
- 1824 - Alessandro Pavia, fotografo e patriota italiano († 1889)
- 1824 - Hugo Rühle, medico tedesco († 1888)
- 1825 - Karl Doppler, flautista, compositore e direttore d'orchestra ungherese († 1900)
- 1829 - Anselm Feuerbach, pittore e docente tedesco († 1880)
- 1829 - Charles Dudley Warner, saggista e scrittore statunitense († 1900)
- 1831 - Álvares de Azevedo, scrittore, poeta e saggista brasiliano († 1852)
- 1833 - Francesco Rossetti, fisico italiano († 1884)
- 1833 - August Eduard Schliecker, pittore tedesco († 1911)
- 1833 - Charles Raymond de Saint-Vallier, politico e diplomatico francese († 1886)
- 1835 - Luigi Sepiacci, cardinale italiano († 1893)
- 1837 - Luigi IV d'Assia, sovrano († 1892)
- 1837 - Giulio Vigoni, ingegnere e politico italiano († 1926)
- 1838 - Arthur Auwers, astronomo tedesco († 1915)
- 1839 - Fëdor Karlovič Avelan, ammiraglio e politico russo († 1916)
- 1839 - Errico De Renzi, patologo e politico italiano († 1921)
- 1839 - John Joseph Keane, arcivescovo cattolico irlandese († 1918)
- 1840 - Giovanni Gottardi, avvocato e politico italiano († 1915)
- 1840 - Ramón Martínez y Vigil, vescovo cattolico spagnolo († 1904)
- 1840 - Severino Sani, politico italiano († 1919)
- 1841 - Eugene Delmar, scacchista statunitense († 1909)
- 1841 - Candido Ghiotti, glottologo italiano († 1915)
- 1841 - Anton Menger, giurista e economista austriaco († 1906)
- 1842 - Marianne Brandt, contralto austriaco († 1921)
- 1842 - François-Xavier Gillot, micologo e botanico francese († 1910)
- 1844 - Bassano Gabba, avvocato, giurista e politico italiano († 1928)
- 1844 - Alfred Guillou, pittore francese († 1926)
- 1844 - Rudolph Scheffer, botanico olandese († 1880)
- 1845 - Pasquale Grippo, politico italiano († 1933)
- 1845 - Frank Mason Robinson, statunitense († 1923)
- 1846 - Anna Grigor'evna Dostoevskaja, russa († 1918)
- 1847 - John Crichton-Stuart, III marchese di Bute, nobile britannico († 1900)
- 1847 - Carl Flügge, batteriologo e igienista tedesco († 1923)
- 1849 - Alexander von Krobatin, generale austro-ungarico († 1933)
- 1849 - Vincenzo Raciti Romeo, storico italiano († 1937)
- 1849 - Alfonso Carlo di Borbone-Spagna, nobile spagnolo († 1936)
- 1851 - Carlo Borghi, poeta, scrittore e giornalista italiano († 1883)
- 1851 - Arthur Schuster, fisico tedesco († 1934)
- 1852 - Herbert Henry Asquith, politico britannico († 1928)
- 1852 - Virginio Monti, pittore italiano († 1942)
- 1853 - Boghos Bedros XIII Terzian, turco († 1931)
- 1855 - William Sharp, scrittore e poeta scozzese († 1905)
- 1855 - Jacobus van Looy, pittore e scrittore olandese († 1930)
- 1856 - Carl Kahler, pittore austriaco († 1906)
- 1857 - George Hendrik Breitner, pittore e fotografo olandese († 1923)
- 1858 - Fernand Khnopff, pittore belga († 1921)
- 1859 - Alice Ayres, britannica († 1885)
- 1859 - Alfonso Colarossi-Mancini, storico italiano († 1927)
- 1859 - Florence Kelley, politica statunitense († 1932)
- 1861 - Alice Washburn, attrice statunitense († 1929)
- 1862 - Paul Chrétien, generale francese († 1948)
- 1863 - Enrichetta Carafa Capecelatro, poetessa, scrittrice e traduttrice italiana († 1941)
- 1863 - Marie Luise Gothein, storica dell'arte e traduttrice tedesca († 1931)
- 1863 - Stanisław Julian Ignacy Ostroróg, fotografo inglese († 1929)
- 1865 - Alfred Downing Fripp, chirurgo inglese († 1930)
- 1865 - Sophus Claussen, poeta danese († 1931)
- 1865 - Ludwig Eid, storico tedesco († 1936)
- 1865 - Arcangelo Pisani, scrittore e commediografo italiano († 1935)
- 1866 - Freeman Freeman-Thomas, I marchese di Willingdon, politico e diplomatico britannico († 1941)
- 1867 - Alfredo Acton, ammiraglio italiano († 1934)
- 1867 - Carlo Del Lungo, fisico italiano († 1950)
- 1868 - Jan Brandts Buys, compositore olandese († 1933)
- 1869 - Leone Caetani, islamista, orientalista e politico italiano († 1935)
- 1871 - John James Campbell, calciatore scozzese († 1947)
- 1871 - Linda Murri, italiana († 1957)
- 1872 - Lionello Balestrieri, pittore e incisore italiano († 1958)
- 1872 - Ernesto La Polla, militare e aviatore italiano († 1951)
- 1872 - Andrea Marro, chirurgo italiano († 1951)
- 1872 - Felice Truffa, pittore italiano († 1895)
- 1873 - Gertrud Bäumer, politica e scrittrice tedesca († 1954)
- 1873 - Hubert Menten, calciatore e bobbista olandese († 1964)
- 1873 - Guglielmo Miliocchi, politico italiano († 1958)
- 1874 - Kurt Eberhard, militare tedesco († 1947)
- 1874 - Ricardo Leoncio Elías Arias, politico peruviano († 1951)
- 1875 - Giacomo Almirante, attore italiano († 1944)
- 1875 - Giovanni Battista Bibolini, imprenditore, armatore e dirigente sportivo italiano († 1955)
- 1875 - Giovanni Di Cristina, pediatra italiano († 1928)
- 1875 - Oleksandr Antonovyč Košic', musicista, compositore e direttore d'orchestra ucraino († 1944)
- 1875 - Leonzio Pérez Ramos, presbitero spagnolo († 1936)
- 1875 - Francesco Tommasini, diplomatico italiano († 1945)
- 1876 - Flor Alpaerts, compositore e direttore d'orchestra belga († 1954)
- 1876 - Elisabeth Freeman, attivista statunitense († 1942)
- 1876 - Giovanni Maria Longinotti, giornalista, politico e antifascista italiano († 1944)
- 1877 - Georg Hamel, matematico tedesco († 1954)
- 1878 - Jimmy Ashcroft, calciatore inglese († 1943)
- 1879 - William Horschke, ginnasta e multiplista statunitense († 1956)
- 1879 - Charles Laeser, ciclista su strada svizzero († 1959)
- 1879 - Riccardo Paladini, ammiraglio italiano († 1943)
- 1879 - Auguste Valensin, presbitero e saggista francese († 1953)
- 1880 - Gerald Ames, attore, regista e schermidore britannico († 1933)
- 1880 - Arthur Chichester, IV barone Templemore, politico e ufficiale irlandese († 1953)
- 1880 - Arnaldo Furlotti, compositore, organista e presbitero italiano († 1958)
- 1880 - Henry Louis Mencken, giornalista e saggista statunitense († 1956)
- 1881 - Hendrik Enno Boeke, mineralogista e chimico olandese († 1918)
- 1881 - Adolf Hühnlein, politico e militare tedesco († 1942)
- 1881 - Daniel Jones, linguista britannico († 1967)
- 1881 - Edward Larocque Tinker, scrittore statunitense († 1968)
- 1882 - Ion Agârbiceanu, scrittore rumeno († 1963)
- 1882 - Sven Forssman, ginnasta svedese († 1919)
- 1882 - Albert Scothern, calciatore inglese († 1970)
- 1883 - Gus Cannon, suonatore di banjo statunitense († 1979)
- 1883 - Theodore Christianson, politico statunitense († 1948)
- 1883 - Raïssa Oumançoff Maritain, mistica, poetessa e saggista francese († 1960)
- 1884 - Miloslav Jeník, calciatore boemo († 1944)
- 1884 - Martin Klein, lottatore estone († 1947)
- 1884 - Giorgio Tron, medico italiano († 1963)
- 1885 - Francisco Azorín, architetto e politico spagnolo († 1975)
- 1885 - Heinrich Hoffmann, fotografo e politico tedesco († 1957)
- 1886 - Luigi Santarella, ingegnere italiano († 1935)
- 1887 - Jack Hill, attore statunitense († 1963)
- 1888 - Maurice Chevalier, attore e cantante francese († 1972)
- 1888 - Carl Hilpert, generale tedesco († 1947)
- 1888 - John Stone, produttore cinematografico e sceneggiatore statunitense († 1961)
- 1889 - Antonio Cavalli, politico e militare italiano († 1965)
- 1889 - Joseph Ferdinand Gould, scrittore statunitense († 1957)
- 1889 - Ugo Pasquale Mifsud, politico maltese († 1942)
- 1889 - Takuma Nishimura, generale giapponese († 1951)
- 1890 - Giuseppe Ferrino, calciatore italiano († 1918)
- 1890 - Guido Guerrini, compositore italiano († 1965)
- 1890 - Michele Renzulli, storico della letteratura e saggista italiano († 1961)
- 1891 - Pedro Albizu Campos, politico e militare portoricano († 1965)
- 1891 - Fred Kelly, ostacolista statunitense († 1974)
- 1891 - Ödön Nádas, calciatore e allenatore di calcio ungherese († 1951)
- 1891 - Géza Róheim, antropologo e psicoanalista ungherese († 1953)
- 1892 - Egon von Neindorff, generale tedesco († 1944)
- 1892 - Francesco Palmegiani, storico dell'arte, giornalista e politico italiano († 1955)
- 1892 - Vahram Papazyan, atleta armeno († 1986)
- 1892 - Joseph-Paul Strebler, missionario e arcivescovo cattolico francese († 1984)
- 1893 - Giuseppe Castellano, generale italiano († 1977)
- 1893 - Cesare Degli Occhi, avvocato e politico italiano († 1971)
- 1893 - Frederick William Franz, predicatore statunitense († 1992)
- 1893 - Josef Friedrich, aviatore austro-ungarico
- 1893 - Ferruccio Rontini, pittore italiano († 1964)
- 1893 - Wolfgang Zeller, compositore, direttore d'orchestra e violinista tedesco († 1967)
- 1893 - Hans H. Zerlett, regista, sceneggiatore e commediografo tedesco († 1949)
- 1894 - Bibhutibhushan Bandyopadhyay, scrittore indiano († 1950)
- 1894 - Friedrich Ebert, politico tedesco († 1979)
- 1894 - Billy Gilbert, attore e comico statunitense († 1971)
- 1894 - August Krakau, generale tedesco († 1975)
- 1894 - Frans Michel Penning, fisico olandese († 1953)
- 1894 - Kyūichi Tokuda, politico e avvocato giapponese († 1953)
- 1894 - Dorothy Maud Wrinch, matematica e biochimica britannica († 1976)
- 1895 - Ernesto Bonavoglia, militare e aviatore italiano († 1963)
- 1895 - Maggiorino Gramaglia, fotografo italiano († 1971)
- 1895 - Yngve Holm, velista svedese († 1943)
- 1895 - Alice Lake, attrice statunitense († 1967)
- 1895 - Ermes Midena, architetto italiano († 1972)
- 1895 - Argo Secondari, politico, anarchico e antifascista italiano († 1942)
- 1896 - Marguerite Laugier, astronoma francese († 1976)
- 1896 - Gino Manara, artigiano italiano († 1976)
- 1896 - Ottorino Orlandini, partigiano e antifascista italiano († 1971)
- 1897 - Urbano Federighi, matematico italiano († 1974)
- 1897 - Irène Joliot-Curie, chimica e fisica francese († 1956)
- 1897 - Virgilio Simonetti, pittore italiano († 1982)
- 1897 - Albert Wyckmans, ciclista su strada belga († 1995)
- 1898 - Salvador Bacarisse, compositore spagnolo († 1963)
- 1898 - Erich Bessel-Hagen, matematico tedesco († 1946)
- 1898 - Alma Moodie, violinista e insegnante australiana († 1943)
- 1898 - Ben Shahn, pittore, fotografo e designer statunitense († 1969)
- 1898 - Humberto Tomassina, calciatore uruguaiano († 1981)
- 1898 - Goffredo Tonini, generale italiano († 1970)
- 1899 - Ermanno Di Marsciano, politico e criminale italiano († 1984)
- 1899 - Sven Johnson, ginnasta svedese († 1986)
- 1899 - Fritz Löffler, storico dell'arte tedesco († 1988)
- 1899 - Roberto Ridolfi, storico italiano († 1991)
- 1899 - Francesco Rizzi, ingegnere e generale italiano († 1974)
- 1900 - Alger "Texas" Alexander, cantante statunitense († 1954)
- 1900 - Antonio Maria Colini, archeologo italiano († 1989)
- 1900 - Haskell Curry, matematico e logico statunitense († 1982)
- 1900 - Holmes Zimmermann, attore tedesco († 1957)

## XX secolo(859)
- 1901 - Liduina Meneguzzi, religiosa e missionaria italiana († 1941)
- 1901 - Ramón Serrano Súñer, politico spagnolo († 2003)
- 1902 - Juscelino Kubitschek de Oliveira, politico e medico brasiliano († 1976)
- 1902 - Marya Zaturenska, poetessa ucraina († 1982)
- 1903 - Vittorio Albasini Scrosati, antifascista e politico italiano († 1991)
- 1903 - Paolo Garretto, pittore, disegnatore e grafico italiano († 1989)
- 1904 - Fernand Bergmann, cestista svizzero
- 1904 - Mike Bookie, calciatore statunitense († 1944)
- 1904 - Tarcisio Pacati, politico italiano († 1960)
- 1904 - Gavriil Nikolaevič Popov, compositore sovietico († 1972)
- 1904 - Raúl Saucedo, schermidore argentino († 1966)
- 1904 - Fides Stagni, pittrice e attrice italiana († 2002)
- 1904 - John Wisdom, filosofo inglese († 1993)
- 1905 - Ali Amini, politico e diplomatico iraniano († 1992)
- 1905 - Ciriaco Del Pozzo, politico e medico italiano († 1967)
- 1905 - Helmut Körnig, velocista tedesco († 1973)
- 1905 - Émile Lachapelle, canottiere svizzero († 1988)
- 1905 - Roger de Vilmorin, botanico e genetista francese († 1980)
- 1906 - Aldo Spagnoli, pubblicitario italiano († 1992)
- 1907 - Antonio Colognese, calciatore italiano
- 1907 - Francesco Krivec, fotografo italiano († 1983)
- 1907 - Ruby R. Levitt, scenografa statunitense († 1992)
- 1907 - Louis MacNeice, poeta britannico († 1963)
- 1908 - Alfons De Winter, allenatore di calcio e calciatore belga († 1997)
- 1908 - Renzo Magli, allenatore di calcio e calciatore italiano († 1981)
- 1908 - Scoop Posewitz, cestista statunitense († 1993)
- 1909 - Gheorghe Albu, allenatore di calcio e calciatore rumeno († 1974)
- 1909 - Kurt Becher, militare tedesco († 1995)
- 1909 - Ivan Belošević, calciatore jugoslavo († 1987)
- 1909 - Chili Bouchier, attrice britannica († 1999)
- 1909 - Lawrence Brooks, militare statunitense († 2022)
- 1910 - Bruno Cesana, militare e aviatore italiano († 1938)
- 1910 - Donald Hamish Cameron, ufficiale scozzese († 2004)
- 1910 - Shep Fields, direttore di banda, clarinettista e sassofonista statunitense († 1981)
- 1910 - Josef Gangl, militare e antifascista tedesco († 1945)
- 1910 - Rosario Nicolò, giurista e avvocato italiano († 1987)
- 1910 - Ilmari Pakarinen, ginnasta finlandese († 1987)
- 1910 - Max Peroli, militare e aviatore italiano († 1988)
- 1911 - Pietro Del Buono, calciatore italiano († 2001)
- 1911 - Jerzy Gregołajtys, cestista polacco († 1978)
- 1911 - José Reis, calciatore portoghese
- 1911 - Gerhart M. Riegner, attivista tedesco († 2001)
- 1911 - Gerrit van de Ruit, ciclista su strada olandese († 1981)
- 1911 - Edward Szostak, cestista polacco († 1990)
- 1912 - Osvaldo Bailo, ciclista su strada italiano († 1997)
- 1912 - Leslie Compton, calciatore e crickettista inglese († 1984)
- 1912 - Ronnie Dix, calciatore inglese († 1998)
- 1912 - Emilín, calciatore spagnolo († 1977)
- 1912 - Václav Průša, calciatore cecoslovacco († 1981)
- 1913 - David King-Wood, attore britannico († 2003)
- 1913 - Jesse Owens, velocista e lunghista statunitense († 1980)
- 1913 - Giambattista Roggia, bibliotecario italiano († 2011)
- 1913 - Rodolfo M. Taboada, scrittore, giornalista e umorista argentino († 1987)
- 1914 - Rafael Martín, cestista spagnolo († 2010)
- 1914 - Edward O'Brien, velocista statunitense († 1976)
- 1914 - Desmond Llewelyn, attore gallese († 1999)
- 1915 - Kruger Gavioli, militare italiano († 1942)
- 1916 - Tony Bettenhausen, pilota automobilistico statunitense († 1961)
- 1916 - Edward Binns, attore statunitense († 1990)
- 1916 - Olindo Pasqualetti, latinista e poeta italiano († 1996)
- 1917 - Jochen Balke, nuotatore tedesco († 1944)
- 1917 - Diana Cenni, cestista e pattinatrice italiana († 1999)
- 1917 - Francesco Cescato, militare italiano († 1943)
- 1917 - Mario Romani, economista italiano († 1975)
- 1917 - Han Suyin, scrittrice e medica cinese († 2012)
- 1918 - Hilario Fernández Long, ingegnere argentino († 2002)
- 1919 - Brunetto Del Vita, produttore cinematografico, produttore televisivo e attore italiano († 1989)
- 1919 - Ivan Sidorenko, militare russo († 1994)
- 1919 - Jean Prouff, allenatore di calcio e calciatore francese († 2008)
- 1920 - Aldo Beretta, calciatore italiano
- 1920 - Irene Dailey, attrice statunitense († 2008)
- 1920 - Ken Exel, cestista statunitense († 2006)
- 1920 - Gino Piccio, presbitero e attivista italiano († 2014)
- 1920 - José Valle, allenatore di calcio e calciatore argentino († 1997)
- 1921 - Eduardo Cordero, cestista cileno († 1991)
- 1921 - Luca Di Schiena, giornalista e dirigente d'azienda italiano († 1994)
- 1921 - Rinaldo Donzelli, artista e designer italiano († 1984)
- 1921 - Stanisław Lem, scrittore polacco († 2006)
- 1921 - Michele Motta, ciclista su strada italiano († 1980)
- 1921 - Đàm Quang Trung, generale vietnamita († 1995)
- 1922 - Antonio Cafiero, politico argentino († 2014)
- 1922 - John Chambers, truccatore statunitense († 2001)
- 1922 - Isacco Nahoum, politico e partigiano italiano († 1990)
- 1923 - Alteo Dolcini, storico e pubblicista italiano († 1999)
- 1923 - Hanzade Sultan, principessa ottomana († 1998)
- 1923 - Joe Shulman, contrabbassista statunitense († 1957)
- 1924 - Amílcar Cabral, politico guineense († 1973)
- 1924 - Maria Bianca Cita, geologa e paleontologa italiana († 2024)
- 1924 - Giuseppe Della Frera, calciatore italiano († 1988)
- 1924 - Rina Ferri, pittrice e scultrice italiana († 2006)
- 1924 - Ella Mae Morse, cantante e attrice statunitense († 1999)
- 1924 - Jester Naefe, attrice austriaca († 1967)
- 1925 - Sandro Cabassi, partigiano italiano († 1944)
- 1925 - Dickie Moore, attore statunitense († 2015)
- 1925 - Stephen Negoesco, allenatore di calcio e calciatore statunitense († 2019)
- 1925 - Dino Pavanello, ex calciatore italiano
- 1926 - Luis María Delgado, regista e sceneggiatore spagnolo († 2007)
- 1926 - Toni Egger, alpinista italiano († 1959)
- 1926 - Paul Janssen, medico e imprenditore belga († 2003)
- 1926 - Paul Marie Nguyễn Minh Nhật, vescovo cattolico vietnamita († 2007)
- 1926 - Rocco Palamara, magistrato italiano († 1988)
- 1926 - Alfonso Paso, drammaturgo, direttore artistico e attore spagnolo († 1978)
- 1926 - Riccardo Pazzaglia, scrittore, giornalista e attore italiano († 2006)
- 1926 - Bona de Pisis de Mandiargues, pittrice e scrittrice italiana († 2000)
- 1927 - Mathé Altéry, soprano francese
- 1927 - Gianna Maria Canale, attrice italiana († 2009)
- 1927 - Freddie Jones, attore britannico († 2019)
- 1927 - Ed Krynski, progettista statunitense († 2004)
- 1927 - Franco Latini, doppiatore, direttore del doppiaggio e attore italiano († 1991)
- 1927 - Armando Plebe, filosofo e politico italiano († 2017)
- 1927 - Solly Yach, pallanuotista sudafricano († 1993)
- 1928 - Marcello Carapezza, chimico, geologo e vulcanologo italiano († 1987)
- 1928 - Giorgio Casoli, politico e magistrato italiano († 2019)
- 1928 - Tommy Cummings, allenatore di calcio e calciatore inglese († 2009)
- 1928 - Anna Maria Papi, giornalista e scrittrice italiana († 2012)
- 1928 - Ernie Vandeweghe, cestista canadese († 2014)
- 1929 - Jončo Arsov, allenatore di calcio e calciatore bulgaro († 2011)
- 1929 - Nicola Imbriaco, politico italiano
- 1929 - Leonid Isaakovič Menaker, regista sovietico († 2012)
- 1929 - Domenico Triggiani, scrittore, drammaturgo e regista italiano († 2005)
- 1930 - Susan Partridge, tennista britannica († 1999)
- 1930 - Luigi Pasinetti, economista italiano († 2023)
- 1930 - Akira Suzuki, chimico giapponese
- 1930 - Caravelli, direttore d'orchestra, compositore e arrangiatore francese († 2019)
- 1931 - Gerardo Bianco, politico e latinista italiano († 2022)
- 1931 - Ġużi Bonnici, calciatore maltese († 2000)
- 1931 - Fernando Charrier, vescovo cattolico italiano († 2011)
- 1931 - Ian Holm, attore britannico († 2020)
- 1931 - George Jones, cantautore e musicista statunitense († 2013)
- 1931 - Giuseppe Lomazzi, cestista italiano († 2012)
- 1931 - Bill McKinney, attore statunitense († 2011)
- 1931 - Sandro Petrucci, giornalista italiano († 2001)
- 1931 - Silvia Pinal, attrice e produttrice televisiva messicana († 2024)
- 1931 - Roger Planchon, regista e drammaturgo francese († 2009)
- 1932 - Gianfranco Benvenuti, cestista e allenatore di pallacanestro italiano († 2012)
- 1932 - Carmelo Ferraro, arcivescovo cattolico italiano
- 1932 - Yalçın Granit, cestista e allenatore di pallacanestro turco († 2020)
- 1932 - Giovanni Pellicani, politico italiano († 2006)
- 1932 - Carles Soler Perdigó, vescovo cattolico spagnolo († 2023)
- 1933 - Len Allchurch, calciatore gallese († 2016)
- 1933 - Francesco Cesare Casula, storico italiano
- 1933 - Giovanni Cervetti, politico italiano
- 1933 - Riccardo Guarneri, pittore italiano
- 1933 - Phil Jordon, cestista statunitense († 1965)
- 1934 - Glenn Davis, ostacolista e velocista statunitense († 2009)
- 1934 - Vladislav Illič-Svityč, linguista sovietico († 1966)
- 1934 - Alan Isler, scrittore statunitense († 2010)
- 1934 - Ana Bertha Lepe, attrice messicana († 2013)
- 1934 - Hans B. Pacejka, ingegnere e fisico olandese († 2017)
- 1935 - Harvey J. Alter, medico statunitense
- 1935 - Guy Gilbert, presbitero e educatore francese
- 1935 - Franco Trincale, cantante e cantastorie italiano
- 1935 - Geraldo Vandré, cantante e compositore brasiliano
- 1936 - Miranda Cicognani, ginnasta italiana († 2025)
- 1936 - Joseph Hoàng Văn Tiệm, vescovo cattolico vietnamita († 2013)
- 1936 - Ricardo Ramírez, vescovo cattolico statunitense
- 1936 - Silvano Silvi, cantante italiano († 2020)
- 1937 - Mario Cavagna, politico italiano
- 1937 - Impero Nigiani, pittore e incisore italiano († 2024)
- 1937 - Daniela Rocca, attrice cinematografica italiana († 1995)
- 1937 - George Chuvalo, ex pugile e attore canadese
- 1938 - Anne Helm, attrice e scrittrice canadese
- 1938 - John Krogh, calciatore norvegese († 2019)
- 1938 - Tatiana Troyanos, mezzosoprano statunitense († 1993)
- 1938 - Tofik Šachverdiev, regista sovietico
- 1939 - Giovanni Anceschi, designer italiano
- 1939 - Romano Bagatti, ex calciatore italiano
- 1939 - Cesare Castellotti, giornalista italiano
- 1939 - Lorenzo Cortez, ex nuotatore filippino
- 1939 - Antonio Del Pennino, politico italiano
- 1939 - James Dugdale, II barone Crathorne, nobile inglese
- 1939 - Emil Mureșan, pallanuotista rumeno
- 1939 - Carlo Nembrini, alpinista italiano († 1973)
- 1939 - Katsuo Ōno, compositore giapponese
- 1939 - Nobuyuki Ōishi, ex calciatore giapponese
- 1939 - Mariano Rigillo, attore e doppiatore italiano
- 1939 - Henry Waxman, politico e avvocato statunitense
- 1940 - John Clute, scrittore e critico letterario canadese
- 1940 - Warren Cole, canottiere neozelandese († 2019)
- 1940 - Roger Crouch, ex astronauta statunitense
- 1940 - Joachim Frank, biochimico tedesco
- 1940 - Linda Gray, attrice e ex modella statunitense
- 1941 - Eletta Bertani, politica italiana
- 1941 - Gian Paolo Dulbecco, pittore italiano
- 1941 - Çetin İnanç, regista turco
- 1941 - József Katona, nuotatore ungherese († 2016)
- 1941 - Viktor Putjatin, schermidore sovietico († 2021)
- 1941 - Giancarlo Versolato, ex calciatore italiano
- 1942 - Hugo Dausmann, ex calciatore tedesco
- 1942 - Michel Drucker, giornalista e conduttore televisivo francese
- 1942 - Mario Frustalupi, calciatore e dirigente sportivo italiano († 1990)
- 1942 - Charles L. Grant, scrittore statunitense († 2006)
- 1942 - Eduardo de Gregorio, sceneggiatore, regista cinematografico e dialoghista argentino († 2012)
- 1942 - Delme Thomas, ex rugbista a 15 gallese
- 1943 - Vincenzo Bellavista, imprenditore e dirigente sportivo italiano († 2007)
- 1943 - Otfried Höffe, filosofo tedesco
- 1943 - Albert Jackson, calciatore inglese († 2014)
- 1943 - François Marthouret, attore, regista teatrale e regista francese
- 1943 - Maria Muldaur, cantautrice statunitense
- 1943 - Ralph Neely, giocatore di football americano statunitense († 2022)
- 1943 - Michael Ondaatje, scrittore e regista singalese
- 1944 - Leci Brandão, cantante, compositrice e attrice brasiliana
- 1944 - Eddie Keizan, pilota automobilistico sudafricano († 2016)
- 1944 - Yoshio Kikugawa, calciatore e allenatore di calcio giapponese († 2022)
- 1944 - Salvatore Landolina, attore e doppiatore italiano
- 1944 - Lonnie Mayne, wrestler statunitense († 1978)
- 1944 - Leonard Peltier, attivista statunitense
- 1944 - Roberto Pinotti, giornalista e ufologo italiano
- 1944 - Michael Spilotro, mafioso statunitense († 1986)
- 1944 - Vladimir Spivakov, violinista e direttore d'orchestra russo
- 1944 - Barry White, cantautore, polistrumentista e arrangiatore statunitense († 2003)
- 1945 - Maria Aitken, attrice irlandese
- 1945 - Lewis Baltz, fotografo statunitense († 2014)
- 1945 - Colin Boulton, ex calciatore inglese
- 1945 - David Arnoldo Cabrera, ex calciatore salvadoregno
- 1945 - Milo Manara, fumettista italiano
- 1945 - John Mauceri, direttore d'orchestra statunitense
- 1945 - Mauricio Rodríguez, allenatore di calcio e ex calciatore salvadoregno
- 1945 - Brigitte Seiwald, ex sciatrice alpina austriaca
- 1945 - Richard Thaler, economista statunitense
- 1946 - Renato Dehò, calciatore italiano († 2019)
- 1946 - Sam Ellis, allenatore di calcio e ex calciatore inglese
- 1946 - Reinhard Lauck, calciatore tedesco († 1997)
- 1947 - Gabriela Brimmer, scrittrice e attivista messicana († 2000)
- 1947 - Bjørn Floberg, attore norvegese
- 1947 - John Fuqua, ex giocatore di football americano statunitense
- 1947 - Claude Gauthier, ex hockeista su ghiaccio canadese
- 1947 - Nicholas Johnson, danzatore e attore inglese († 2007)
- 1947 - Christopher Neame, attore inglese
- 1948 - Stefano D'Orazio, batterista, paroliere e cantante italiano († 2020)
- 1948 - Kenny Davis, ex cestista statunitense
- 1948 - Henrietta H. Fore, funzionaria statunitense
- 1948 - Erzsébet Rajki, ex cestista ungherese
- 1948 - Jean-Louis Schlesser, pilota automobilistico francese
- 1948 - Steve Turre, trombonista e compositore statunitense
- 1948 - Abdulqawi Ahmed Yusuf, avvocato e giudice somalo
- 1949 - Itamar Assumpção, cantautore, compositore e produttore discografico brasiliano († 2003)
- 1949 - Cari Beauchamp, scrittrice e storica del cinema statunitense († 2023)
- 1949 - Jeff Blockley, ex calciatore inglese
- 1949 - Charles Burlingame, aviatore statunitense († 2001)
- 1949 - Luis Holmaza, ex calciatore cubano
- 1949 - Neil Nicholson, ex hockeista su ghiaccio e allenatore di hockey su ghiaccio canadese
- 1949 - Irina Rodnina, ex pattinatrice artistica su ghiaccio e politica russa
- 1949 - Piero Stefani, teologo italiano
- 1950 - Umberto Bortolani, attore italiano
- 1950 - Gustav Brunner, ingegnere e designer austriaco
- 1950 - Sergio Cappelli, ex politico italiano
- 1950 - Renato Damonti, allenatore di calcio e ex calciatore italiano
- 1950 - Riccardo Dura, terrorista italiano († 1980)
- 1950 - György Kőszegi, sollevatore ungherese († 2001)
- 1950 - Leonardo Michelini, politico italiano
- 1950 - Cynthia Myers, attrice e modella statunitense († 2011)
- 1950 - David Rohl, egittologo inglese
- 1951 - Bertie Ahern, politico irlandese
- 1951 - Paolo Bernacca, grafico, illustratore e pittore italiano
- 1951 - Maria Giovanna Biga, storica, archeologa e orientalista italiana
- 1951 - Val Caniparoli, ballerino e coreografo statunitense
- 1951 - John Coughran, ex cestista statunitense
- 1951 - Norm Dubé, ex hockeista su ghiaccio e allenatore di hockey su ghiaccio canadese
- 1951 - Fausto Fiorucci, fantino italiano
- 1951 - Tom Fontana, sceneggiatore e produttore televisivo statunitense
- 1951 - Kalsom binti Abdullah, sovrana malese
- 1951 - Eric Lindroth, pallanuotista statunitense († 2019)
- 1951 - Joëlle Léandre, contrabbassista e compositrice francese
- 1951 - Angelo Orazi, allenatore di calcio e ex calciatore italiano
- 1951 - Joe Pantoliano, attore statunitense
- 1951 - Gerald Stano, assassino seriale statunitense († 1998)
- 1952 - Uladzimir Alejnik, ex tuffatore sovietico
- 1952 - Gerry Beckley, cantante, chitarrista e tastierista statunitense
- 1952 - Roberto Costantini, scrittore italiano
- 1952 - Zelimchan Jandarbiev, scrittore e politico sovietico († 2004)
- 1952 - Sergej Karaganov, politologo russo
- 1952 - Pierluigi Marzorati, ex cestista italiano
- 1952 - Neil Peart, batterista, paroliere e scrittore canadese († 2020)
- 1953 - Tânia Alves, attrice, ballerina e cantante brasiliana
- 1953 - Arturo Angeles, ex arbitro di calcio messicano
- 1953 - Donatello Bellomo, scrittore italiano
- 1953 - Mike Collier, giocatore di football americano statunitense († 2025)
- 1953 - Jean-Marie Conz, allenatore di calcio e ex calciatore svizzero
- 1953 - Markus Bernt Eidsvig, vescovo cattolico norvegese
- 1953 - Janet Ely, ex tuffatrice statunitense
- 1953 - Piergiorgio Fasolo, attore italiano
- 1953 - Nan Goldin, fotografa e attivista statunitense
- 1953 - Gianni Lucini, giornalista, scrittore e drammaturgo italiano
- 1953 - Ėlla Pamfilova, politica russa
- 1953 - Gail Ricketson, ex canottiera statunitense
- 1953 - Boris Sokolovskij, ex cestista e allenatore di pallacanestro russo
- 1953 - William Ury, scrittore e antropologo statunitense
- 1953 - John Williams, ex arciere statunitense
- 1954 - Vicente Belda, dirigente sportivo e ex ciclista su strada spagnolo
- 1954 - Zeynep Değirmencioğlu, attrice e imprenditrice turca
- 1954 - Riccardo Donna, regista e cantautore italiano
- 1954 - Scott Hamilton, sassofonista statunitense
- 1954 - Peter Hampton, calciatore inglese († 2020)
- 1954 - Michael Moritz, imprenditore statunitense
- 1954 - Lido Scarpetti, politico italiano
- 1954 - Barry Siddall, ex calciatore inglese
- 1955 - Carlos Borrello, allenatore di calcio argentino
- 1955 - Mario Buccilli, allenatore di calcio e ex calciatore italiano
- 1955 - Neil Cohen, ex calciatore statunitense
- 1955 - Furio Di Castri, contrabbassista italiano
- 1955 - Wayne Hildred, ex ciclista su strada e pistard australiano
- 1955 - Stanko Mršić, allenatore di calcio e ex calciatore croato
- 1955 - Peter Scolari, attore statunitense († 2021)
- 1955 - Brian Smith, calciatore e allenatore di calcio inglese († 2013)
- 1956 - Walter Alasia, brigatista italiano († 1976)
- 1956 - Barry Andrews, tastierista e musicista britannico
- 1956 - Chip Beck, ex golfista statunitense
- 1956 - Sam Brownback, politico e avvocato statunitense
- 1956 - Leslie Cheung, attore e musicista hongkonghese († 2003)
- 1956 - Joseph Châu Ngọc Tri, vescovo cattolico vietnamita
- 1956 - Antonio Coppola, pianista, compositore e direttore d'orchestra italiano
- 1956 - Marika Gombitová, cantante e musicista slovacca
- 1956 - Clemon Johnson, ex cestista e allenatore di pallacanestro statunitense
- 1956 - Trent Johnson, ex cestista, allenatore di pallacanestro e dirigente sportivo statunitense
- 1956 - Jeffrey Kahane, pianista e direttore d'orchestra statunitense
- 1956 - Esther Kinsky, scrittrice, traduttrice e poetessa tedesca
- 1957 - Paolo Bartolozzi, politico italiano († 2021)
- 1957 - Alexandra Delli Colli, attrice cinematografica italiana
- 1957 - Fabrizio Fracassi, politico italiano
- 1957 - Maura Furlotti, ex calciatrice italiana
- 1957 - Ferdinand Gamper, serial killer e terrorista italiano († 1996)
- 1957 - Michael McMahon, politico statunitense
- 1957 - Andrea Occhipinti, attore e produttore cinematografico italiano
- 1957 - Steve Ogrizovic, ex calciatore inglese
- 1957 - Kjell Rune Pedersen, ex calciatore norvegese
- 1957 - Federico Rossi, allenatore di calcio e ex calciatore italiano
- 1957 - Yasuhiro Takeda, regista e produttore cinematografico giapponese
- 1957 - Guido Tessari, hockeista su ghiaccio e allenatore di hockey su ghiaccio italiano († 2011)
- 1957 - Keiko Toda, doppiatrice e attrice giapponese
- 1957 - Rachel Ward, attrice, regista e sceneggiatrice britannica
- 1957 - Hans Zimmer, compositore, produttore discografico e tastierista tedesco
- 1958 - Kim Fupz Aakeson, sceneggiatore danese
- 1958 - Darrell Allums, ex cestista statunitense
- 1958 - Franco Amurri, regista e sceneggiatore italiano
- 1958 - Wilfred Benítez, ex pugile portoricano
- 1958 - Fabio Ceccherini, politico italiano
- 1958 - Gregg Edelman, attore statunitense
- 1958 - Philippe Foriel-Destezet, imprenditore francese († 2021)
- 1958 - Juan Lafita, ex calciatore spagnolo
- 1958 - Enrico Lana, ex cestista italiano
- 1958 - Daniel Núñez, ex sollevatore cubano
- 1958 - Sergio Salgado, ex calciatore cileno
- 1958 - Aleksandr Žirov, sciatore alpino sovietico († 1983)
- 1959 - Scott Brown, politico e avvocato statunitense
- 1959 - Ben Chandler, politico e avvocato statunitense
- 1959 - Deron Cherry, ex giocatore di football americano statunitense
- 1959 - Brad Dalton, ex cestista australiano
- 1959 - Laura Fedele, cantautrice e pianista italiana
- 1959 - Sigmar Gabriel, politico tedesco
- 1959 - Ion Geantă, canoista rumeno († 2019)
- 1959 - Hisashi Kaneko, ex calciatore giapponese
- 1959 - Ercan Kesal, attore, regista e sceneggiatore turco
- 1959 - Ferdinando Nicoletti, medico e farmacologo italiano
- 1959 - Fernando Orsi, allenatore di calcio e ex calciatore italiano
- 1959 - Algimantas Šalna, biatleta lituano
- 1960 - Road Warrior Animal, wrestler statunitense († 2020)
- 1960 - Robert John Burke, attore statunitense
- 1960 - Gregg Fienberg, produttore televisivo, produttore cinematografico e regista statunitense
- 1960 - Julian Jackson, ex pugile statunitense
- 1960 - Evan Jenkins, politico statunitense
- 1960 - Jorge Lanata, giornalista e scrittore argentino († 2024)
- 1960 - Maurizio Longobardo, allenatore di calcio e ex calciatore italiano
- 1960 - Ladislav Molnár, allenatore di calcio e ex calciatore slovacco
- 1960 - Stefano Palazzi, magistrato italiano
- 1960 - Barham Salih, politico iracheno
- 1961 - Francesco Carlà, giornalista e imprenditore italiano
- 1961 - Andy Earl, ex rugbista a 15 e allenatore di rugby a 15 neozelandese
- 1961 - Mylène Farmer, cantautrice e ballerina francese
- 1961 - Daniela Ferrian, ex velocista italiana
- 1961 - Silvia Grilli, giornalista italiana
- 1961 - Marco Guida, compositore di scacchi italiano
- 1961 - Christiane Jolissaint, ex tennista svizzera
- 1961 - Mario Martínez, ex tennista boliviano
- 1961 - Luca Romagnoli, politico e geografo italiano
- 1961 - Roberto Saccà, tenore tedesco
- 1961 - Pierluigi Tami, allenatore di calcio e ex calciatore svizzero
- 1962 - Mary Kay Adams, attrice statunitense
- 1962 - Sunay Akın, poeta, scrittore e conduttore televisivo turco
- 1962 - Juan Atkins, musicista statunitense
- 1962 - Ricard Casas Gurt, allenatore di pallacanestro spagnolo
- 1962 - Héctor Gil, ex cestista dominicano
- 1962 - Agim Gruda, allenatore di pallacanestro albanese
- 1962 - Dino Merlin, cantante e musicista bosniaco
- 1962 - Juanma Navas, attore e cantante spagnolo
- 1962 - Flōros Nikolaou, ex calciatore cipriota
- 1962 - Michel Qissi, attore e artista marziale marocchino
- 1962 - Claudia Shear, attrice e drammaturga statunitense
- 1962 - Altynbek Sársenbaev, politico kazako († 2006)
- 1962 - Amy Yasbeck, attrice statunitense
- 1963 - Hakim Benchamach, politico e docente marocchino
- 1963 - Jock Clear, ingegnere britannico
- 1963 - Shannon Crawford, ex canottiera canadese
- 1963 - Patrick Dybiona, nuotatore olandese
- 1963 - Michael McElhatton, attore e sceneggiatore irlandese
- 1963 - Larisa Seleznëva, ex pattinatrice artistica su ghiaccio sovietica
- 1964 - Pascal Demolon, attore, doppiatore e regista francese
- 1964 - Marco Fainello, ingegnere italiano
- 1964 - John Gayle, allenatore di calcio e ex calciatore inglese
- 1964 - Zsolt Gyulai, ex canoista ungherese
- 1964 - Dieter Hecking, allenatore di calcio, dirigente sportivo e ex calciatore tedesco
- 1964 - Chip Kidd, scrittore, editore e designer statunitense
- 1964 - Dirk Richter, ex nuotatore tedesco
- 1964 - Paola Turci, cantautrice italiana
- 1965 - Andoni Aiarza, ex calciatore spagnolo
- 1965 - Emanuela Baroni, doppiatrice italiana
- 1965 - Cristiano Dal Sasso, paleontologo italiano
- 1965 - Uccio De Santis, attore, comico e cabarettista italiano
- 1965 - Giorgio Ginex, attore, conduttore radiofonico e doppiatore italiano
- 1965 - Silke Hörner, ex nuotatrice tedesca
- 1965 - Oliver Kalkofe, giornalista, scrittore e attore tedesco
- 1965 - Chrīstos Kasianos, ex calciatore cipriota
- 1965 - Vernon Maxwell, ex cestista statunitense
- 1965 - Sergej Melikov, generale e politico russo
- 1965 - Victor Montagliani, imprenditore e dirigente sportivo canadese
- 1965 - Leigh Palin, ex calciatore inglese
- 1965 - Joe Schmidt, rugbista a 15, allenatore di rugby a 15 e insegnante neozelandese
- 1965 - Gennadij Židko, generale russo († 2023)
- 1966 - Anousheh Ansari, ingegnera, imprenditrice e ex astronauta iraniana
- 1966 - Ralf Bauer, attore e conduttore televisivo tedesco
- 1966 - Darren E. Burrows, attore statunitense
- 1966 - Ben Folds, pianista e cantautore statunitense
- 1966 - Tony Martin, ex cestista statunitense
- 1966 - Vezio Sacratini, ex hockeista su ghiaccio canadese
- 1966 - Madhu Sudan, informatico indiano
- 1967 - Frank Aresti, chitarrista statunitense
- 1967 - Mariano Lamberti, regista, sceneggiatore e poeta italiano
- 1967 - Davide Oliveri, batterista italiano
- 1967 - Rogério Sampaio, ex judoka brasiliano
- 1967 - Alexander Shabalov, scacchista lettone
- 1967 - Mirko Slomka, allenatore di calcio tedesco
- 1967 - Louis C.K., comico, sceneggiatore e attore statunitense
- 1967 - Janine Tremelling, ex tennista australiana
- 1968 - Mark Andrews, animatore, regista e designer statunitense
- 1968 - Laura Cutina, ex ginnasta rumena
- 1968 - Larry LaLonde, chitarrista statunitense
- 1968 - Leszek Nowosielski, ex schermidore canadese
- 1968 - Paul F. Tompkins, comico, attore e sceneggiatore statunitense
- 1968 - Jay Wade Edwards, regista e editore statunitense
- 1969 - Stefano Agnesi, ex cestista italiano
- 1969 - Andrea Bernabè, ex pallavolista e ex giocatore di beach volley italiano
- 1969 - Ángel Cabrera, golfista argentino
- 1969 - Thomas Endres, ex schermidore tedesco
- 1969 - James Frey, scrittore statunitense
- 1969 - Lars Grevskott, ex calciatore norvegese
- 1969 - Masakazu Kōda, ex calciatore giapponese
- 1969 - Aaron Mitchell, ex cestista e allenatore di pallacanestro statunitense
- 1969 - Mika Myllylä, fondista finlandese († 2011)
- 1969 - Dmitrij Pantov, biatleta kazako
- 1969 - Arvis Piziks, dirigente sportivo e ex ciclista su strada lettone
- 1969 - Giampiero Simoni, pilota automobilistico italiano
- 1969 - Ali Akbar Yousefi, ex calciatore iraniano
- 1970 - Davide Arcangeli, designer italiano († 2000)
- 1970 - Reinhold Breu, allenatore di calcio, dirigente sportivo e ex calciatore tedesco
- 1970 - Will Chase, attore e cantante statunitense
- 1970 - Lady Hardmon, ex cestista e allenatrice di pallacanestro statunitense
- 1970 - Josh Hopkins, attore statunitense
- 1970 - Pierre Laigle, ex calciatore francese
- 1970 - Nathan Larson, musicista e compositore statunitense
- 1970 - O Seong-sik, ex cestista sudcoreano
- 1970 - José Santa, allenatore di calcio e ex calciatore colombiano
- 1970 - Alfonso Stoute, ex cestista panamense
- 1970 - Roman Trocenko, imprenditore russo
- 1970 - Robert Werdann, ex cestista e allenatore di pallacanestro statunitense
- 1970 - Zoran Živković, ex calciatore croato
- 1970 - Lucrezio de Seta, batterista, percussionista e produttore discografico italiano
- 1971 - Ahn Jae-wook, cantante, compositore e attore sudcoreano
- 1971 - Dražen Bolić, allenatore di calcio e ex calciatore serbo
- 1971 - Oscar Camenzind, ex ciclista su strada svizzero
- 1971 - Terry Dehere, ex cestista statunitense
- 1971 - Younes El Aynaoui, ex tennista marocchino
- 1971 - Doug Goldstein, sceneggiatore, produttore televisivo e regista statunitense
- 1971 - Jesse Powell, cantautore statunitense († 2022)
- 1971 - Vasil Stojanov, ex cestista bulgaro
- 1971 - Chandra Sturrup, velocista bahamense
- 1971 - Fernando Sánchez Cipitria, allenatore di calcio e ex calciatore spagnolo
- 1971 - Carlos Yaqué, ex calciatore argentino
- 1972 - Anders Aukland, fondista e ex mezzofondista norvegese
- 1972 - Terrel Castle, ex cestista statunitense
- 1972 - Gideon Emery, attore e cantante britannico
- 1972 - Ferry de Haan, dirigente sportivo e ex calciatore olandese
- 1972 - Anatolie Nosatîi, ex militare e politico moldavo
- 1972 - Avijit Roy, scrittore e attivista bangladese († 2015)
- 1973 - Samya Abbary, attrice italiana
- 1973 - Sa'id al-Shihri, terrorista saudita († 2013)
- 1973 - Tarana Burke, attivista statunitense
- 1973 - Darren Campbell, ex velocista britannico
- 1973 - Ki-Jana Carter, ex giocatore di football americano statunitense
- 1973 - Cinzia Cavazzuti, judoka italiana
- 1973 - Martina Ertl, ex sciatrice alpina tedesca
- 1973 - Maximiliano Hernández, attore statunitense
- 1973 - Alen Horvat, allenatore di calcio e ex calciatore croato
- 1973 - Martin Lapointe, dirigente sportivo e ex hockeista su ghiaccio canadese
- 1973 - Samir Lerić, ex cestista e allenatore di pallacanestro bosniaco
- 1973 - Dorota Miśkiewicz, cantante polacca
- 1973 - Hisaya Nakajo, fumettista giapponese († 2023)
- 1973 - Paul Walker, attore statunitense († 2013)
- 1973 - Srdjan Zaharievski, allenatore di calcio e ex calciatore macedone
- 1974 - Hussain Al-Romaihi, ex calciatore qatariota
- 1974 - Alessandra Campedelli, allenatrice di pallavolo italiana
- 1974 - Eduardo Coudet, allenatore di calcio e ex calciatore argentino
- 1974 - Akira Konno, allenatore di calcio e ex calciatore giapponese
- 1974 - Dmitri Kramarenko, allenatore di calcio e ex calciatore azero
- 1974 - Jennifer Nettles, cantante e attrice statunitense
- 1974 - Oleg Pašinin, allenatore di calcio e ex calciatore uzbeko
- 1974 - Ken'ichi Suzumura, doppiatore e cantante giapponese
- 1974 - Cristina Torrens Valero, ex tennista spagnola
- 1974 - Nuno Valente, allenatore di calcio e ex calciatore portoghese
- 1975 - Everaldo Barbosa, ex calciatore brasiliano
- 1975 - Belinda Colling, ex cestista neozelandese
- 1975 - Evanílson, ex calciatore brasiliano
- 1975 - Giammarco Frezza, allenatore di calcio e ex calciatore italiano
- 1975 - William Ashley Kirby, ex nuotatore australiano
- 1975 - Alessia Rotta, politica italiana
- 1975 - Bee Taechaubol, imprenditore thailandese
- 1975 - Carina Zampini, attrice e conduttrice televisiva argentina
- 1976 - Jefferson Bellaguarda, giocatore di beach volley brasiliano
- 1976 - Róbert Bérczesi, cantautore ungherese
- 1976 - Candice Brus, ex cestista belga
- 1976 - Jolanda Čeplak, mezzofondista slovena
- 1976 - Aleksandăr Dimitrov, allenatore di calcio e ex calciatore bulgaro
- 1976 - Sergiu Epureanu, allenatore di calcio e ex calciatore moldavo
- 1976 - Maurizio Giadini, ex cestista e allenatore di pallacanestro italiano
- 1976 - Claudio Daniel González, ex calciatore argentino
- 1976 - Krzysztof Kotorowski, ex calciatore polacco
- 1976 - Bizzy Bone, rapper statunitense
- 1976 - Hanka Pachale, ex pallavolista tedesca
- 1976 - Oxana Pavlyk, pallamanista ucraina († 2023)
- 1976 - Nicola Prudente, conduttore radiofonico, conduttore televisivo e autore televisivo italiano
- 1976 - Hanna Sjukalo, ex pallamanista ucraina
- 1976 - Lauren Stamile, attrice statunitense
- 1976 - Maciej Żurawski, ex calciatore polacco
- 1977 - Paolo Della Bella, allenatore di hockey su ghiaccio e ex hockeista su ghiaccio svizzero
- 1977 - Mohamed El Yaagoubi, calciatore marocchino
- 1977 - 2 Chainz, rapper, produttore discografico e cantautore statunitense
- 1977 - James McCartney, cantautore e musicista britannico
- 1977 - Julija Pachalina, tuffatrice russa
- 1977 - Idan Raichel, musicista e compositore israeliano
- 1977 - Fernando Sales, allenatore di calcio e ex calciatore spagnolo
- 1977 - David Thompson, ex calciatore inglese
- 1977 - Pia Tjelta, attrice norvegese
- 1977 - Hennadij Zubov, ex calciatore ucraino
- 1978 - Asror Aliqulov, allenatore di calcio e ex calciatore uzbeko
- 1978 - Elisabetta Canalis, showgirl, modella e attrice italiana
- 1978 - Jamie Cassidy, ex cestista statunitense
- 1978 - Lukáš Došek, ex calciatore ceco
- 1978 - Tomáš Došek, ex calciatore ceco
- 1978 - Winston Griffiths, calciatore giamaicano († 2011)
- 1978 - Sverrir Gudnason, attore svedese
- 1978 - Benjamin McKenzie, attore statunitense
- 1978 - Saša Mujović, politico montenegrino
- 1978 - Abdelmajid Oulmers, ex calciatore marocchino
- 1978 - Sebastián Porto, pilota motociclistico argentino
- 1978 - Ruben Studdard, cantante statunitense
- 1978 - Eri Yamanoi, ex nuotatrice giapponese
- 1979 - Abbas Ahmed Atwi, ex calciatore libanese
- 1979 - Paola Maria Chiesa, politica italiana
- 1979 - Vito Fovio, ex pallamanista e allenatore di pallamano italiano
- 1979 - Juan Francisco Fuentes, allenatore di calcio a 5 spagnolo
- 1979 - Jonathan Joubert, ex calciatore francese
- 1979 - Bunny Luv, ex attrice pornografica statunitense
- 1979 - Edoardo Pesce, attore italiano
- 1979 - Damien Traille, rugbista a 15 francese
- 1980 - Roda Antar, allenatore di calcio e ex calciatore libanese
- 1980 - Jure Balažič, dirigente sportivo e ex cestista sloveno
- 1980 - Wendell Bryant, ex giocatore di football americano statunitense
- 1980 - Steven Caldwell, ex calciatore scozzese
- 1980 - Dave Chisnall, giocatore di freccette inglese
- 1980 - Christiane Huth, canottiera tedesca
- 1980 - Gus G., chitarrista greco
- 1980 - Richie Partridge, ex calciatore irlandese
- 1980 - Hiroyuki Sawano, compositore, musicista e pianista giapponese
- 1980 - Stuart Semple, artista e critico d'arte britannico
- 1980 - Angelo Spagnulo, militare italiano († 2005)
- 1980 - Małgorzata Stroka, schermitrice polacca
- 1980 - Josef Vašíček, hockeista su ghiaccio ceco († 2011)
- 1980 - Yao Ming, ex cestista cinese
- 1981 - Marty Adams, attore, comico e scrittore canadese
- 1981 - Wayne Bernard, ex cestista statunitense
- 1981 - Jerel Blassingame, ex cestista statunitense
- 1981 - Josephine Bornebusch, attrice, regista e sceneggiatrice svedese
- 1981 - Marijan Buljat, ex calciatore croato
- 1981 - Johan Cavalli, ex calciatore francese
- 1981 - Jennifer Hudson, cantante, attrice e imprenditrice statunitense
- 1981 - Ricardo Marsh, ex cestista statunitense
- 1981 - Greg Nixon, velocista statunitense
- 1981 - David Prutton, ex calciatore inglese
- 1981 - Hannes Reiter, ex sciatore alpino austriaco
- 1981 - Andrea Semenzato, pallavolista italiano
- 1981 - Staciana Stitts, ex nuotatrice statunitense
- 1981 - Christian Wanninger, allenatore di sci alpino e ex sciatore alpino tedesco
- 1982 - Pietro Accardi, dirigente sportivo e ex calciatore italiano
- 1982 - Yusuf Gatewood, attore statunitense
- 1982 - Natal'ja Guseva, ex biatleta russa
- 1982 - Max Hoff, canoista tedesco
- 1982 - Jeff Jackson, politico e militare statunitense
- 1982 - Kiran Bechan, ex calciatore olandese
- 1982 - Ehsan Ghaem Maghami, scacchista iraniano
- 1982 - Matthias Müller, orientista svizzero
- 1982 - Nba Saghru, cantautore, poeta e pittore marocchino († 2011)
- 1982 - Zoran Planinić, ex cestista croato
- 1982 - Harry Tong Sang, ex calciatore francese
- 1982 - Vanja Udovičić, politico e ex pallanuotista serbo
- 1983 - Riccardo Cresci, conduttore televisivo, conduttore radiofonico e autore televisivo italiano
- 1983 - Júnior Díaz, ex calciatore costaricano
- 1983 - Frank Dukes, produttore discografico e disc jockey statunitense
- 1983 - Max Evans, rugbista a 15 britannico
- 1983 - Juan Carlos Ferreyra, ex calciatore argentino
- 1983 - Roger Haitengi, triplista namibiano
- 1983 - Johny Hendricks, artista marziale misto statunitense
- 1983 - Trey Hollingsworth, politico statunitense
- 1983 - Marcin Koniusz, schermidore polacco
- 1983 - Gijs Luirink, ex calciatore olandese
- 1983 - Daniel Muir, ex giocatore di football americano statunitense
- 1983 - Sergio Parisse, ex rugbista a 15 e allenatore di rugby a 15 italiano
- 1983 - Damien Perrinelle, ex calciatore francese
- 1983 - Felix Ray, calciatore salomonese
- 1983 - Clayton Richard, giocatore di baseball statunitense
- 1983 - Carly Smithson, cantante e attrice irlandese
- 1983 - Jūrijs Sokolovs, ex calciatore lettone
- 1983 - Dulce Téllez, pallavolista cubana
- 1983 - Daniela Zeiser, ex sciatrice alpina austriaca
- 1984 - Nashat Akram, calciatore iracheno
- 1984 - Ronald Allen, ex cestista e allenatore di pallacanestro statunitense
- 1984 - Mildon Ambres, ex cestista statunitense
- 1984 - Oksana Boturčuk, atleta paralimpica ucraina
- 1984 - Emina Cunmulaj, supermodella statunitense
- 1984 - Frantzy Dorlean, ex giocatore di football americano e allenatore di football americano francese
- 1984 - Francisco Guerreiro, politico portoghese
- 1984 - Taylor Jenkins, allenatore di pallacanestro statunitense
- 1984 - Leonel Manzano, ex mezzofondista statunitense
- 1984 - Petra Marklund, cantautrice svedese
- 1984 - Róbert Németh, pentatleta ungherese
- 1984 - Akiko Niwata, ex calciatrice giapponese
- 1984 - Nicolás Núñez, allenatore di calcio e ex calciatore cileno
- 1984 - Roy Samaha, ex cestista libanese
- 1984 - William Sharman, ostacolista britannico
- 1984 - Sarunyu Winaipanit, cantante e attore televisivo thailandese
- 1985 - Jonatan Cerrada, cantante belga
- 1985 - Balla Gabir Kortokaila, calciatore sudanese
- 1985 - Headhunterz, disc jockey, doppiatore e produttore discografico olandese
- 1985 - Javier Illana, tuffatore spagnolo
- 1985 - Kim Chang-soo, ex calciatore sudcoreano
- 1985 - Sascha Klein, ex tuffatore tedesco
- 1985 - Ludovic Lacay, giocatore di poker francese
- 1985 - Hiroki Mizumoto, ex calciatore giapponese
- 1985 - Giuseppe Poeta, allenatore di pallacanestro e ex cestista italiano
- 1985 - Paulina Przybysz, cantante polacca
- 1985 - Aleksandr Rjazancev, scacchista russo
- 1985 - Tiziano Russo, regista e sceneggiatore italiano
- 1985 - Domenico Tedesco, allenatore di calcio italiano
- 1985 - Phillip Tisson, calciatore santaluciano († 2010)
- 1985 - Laura Vernizzi, ex ginnasta italiana
- 1985 - Davor Štefanek, lottatore serbo
- 1986 - Alfie Allen, attore britannico
- 1986 - Jurica Buljat, calciatore croato
- 1986 - Kamila Chudzik, multiplista polacca
- 1986 - Charles-André Doudin, ex calciatore svizzero
- 1986 - Enric Gallego, calciatore spagnolo
- 1986 - Joanne Jackson, ex nuotatrice britannica
- 1986 - Kostjantyn Jarošenko, calciatore ucraino
- 1986 - Arthur Lounsbery, doppiatore statunitense
- 1986 - Tomi Maanoja, ex calciatore finlandese
- 1986 - Yūto Nagatomo, calciatore giapponese
- 1986 - Viviana Ortiz, modella portoricana
- 1986 - Maciej Paterski, ex ciclista su strada polacco
- 1986 - Emmy Rossum, attrice e cantante statunitense
- 1986 - Kevin Seeldraeyers, ex ciclista su strada belga
- 1986 - Tim Vincken, ex calciatore olandese
- 1986 - Yang Mi, attrice e cantante cinese
- 1987 - Marcone Cena, ex calciatore brasiliano
- 1987 - Diogo Ganchinho, ginnasta portoghese
- 1987 - Anna Jagodzińska, modella polacca
- 1987 - Elena Könz, ex snowboarder svizzera
- 1987 - Beenzino, rapper sudcoreano
- 1987 - Bruno Montelongo, calciatore uruguaiano
- 1987 - Juho Nenonen, cestista finlandese
- 1987 - Aleksej Petrov, giocatore di calcio a 5 russo
- 1987 - Jeffrey Rijsdijk, calciatore olandese
- 1987 - Brian Sanford, giocatore di football americano statunitense
- 1987 - Jaroslava Švedova, allenatrice di tennis e ex tennista russa
- 1988 - Kirsty Barr, tiratrice a volo britannica
- 1988 - Bryan Hall, giocatore di football americano statunitense
- 1988 - Petri Heinonen, ex cestista finlandese
- 1988 - Amanda Jenssen, cantante svedese
- 1988 - Joaquín Navarro Armero, ex calciatore spagnolo
- 1988 - Nastasia Noens, ex sciatrice alpina francese
- 1988 - José Ariel Núñez, calciatore paraguaiano
- 1988 - Clara Paget, attrice britannica
- 1988 - Aaron Sidwell, attore e cantante inglese
- 1989 - Abraham Acevedo, judoka paraguaiano
- 1989 - Ron Anderson, cestista statunitense
- 1989 - Álvaro Cervantes, attore spagnolo
- 1989 - Freddie Freeman, giocatore di baseball statunitense
- 1989 - Mads Greve, calciatore danese
- 1989 - Samir Hadji, calciatore marocchino
- 1989 - Tom Hateley, ex calciatore inglese
- 1989 - Aberu Kebede, maratoneta etiope
- 1989 - Nina Kläy, taekwondoka svizzera
- 1989 - Andrew Luck, ex giocatore di football americano statunitense
- 1989 - Rafał Majka, ciclista su strada polacco
- 1989 - Brad Nortman, giocatore di football americano statunitense
- 1989 - Alexander Payer, snowboarder austriaco
- 1989 - Yoric Ravet, calciatore francese
- 1989 - Anja Šaranović, modella serba
- 1989 - Tiara Thomas, cantautrice statunitense
- 1989 - Natalia Valentín, pallavolista portoricana
- 1990 - Robert Guri Baqaj, ex calciatore svedese
- 1990 - Diane Borg, ex velocista maltese
- 1990 - Anya Corke, scacchista hongkonghese
- 1990 - Sadio Doumbia, tennista francese
- 1990 - Ju Jong-chol, calciatore nordcoreano
- 1990 - Reneta Kamberova, ginnasta bulgara
- 1990 - Yūji Kunimoto, pilota automobilistico giapponese
- 1990 - Cristian Lema, calciatore argentino
- 1990 - Roberto Lipari, comico, conduttore televisivo e attore italiano
- 1990 - Martin Mikovič, calciatore slovacco
- 1990 - Jonathan Obika, ex calciatore inglese
- 1990 - Mario Saldívar, calciatore paraguaiano
- 1990 - Raphael Vassanelli, hockeista su ghiaccio svizzero
- 1990 - Sergio Velázquez, ex calciatore argentino
- 1991 - Sabrina Bartlett, attrice britannica
- 1991 - Alin Buleică, ex calciatore rumeno
- 1991 - Antoine Duchesne, ex ciclista su strada canadese
- 1991 - Thomas Meunier, calciatore belga
- 1991 - Ruslan Qurbanov, calciatore azero
- 1991 - Mio Shinozaki, cestista giapponese
- 1991 - Scott Wootton, calciatore inglese
- 1991 - Nahuel Yeri, calciatore argentino
- 1991 - Imri Ziv, cantante israeliano
- 1992 - Abdiel Ayarza, calciatore panamense
- 1992 - Mihai Dobrescu, calciatore rumeno
- 1992 - Alexia Fast, attrice canadese
- 1992 - Bernie Ibini-Isei, calciatore nigeriano
- 1992 - Giannelli Imbula, calciatore congolese (Repubblica Democratica del Congo)
- 1992 - David Kravish, cestista statunitense
- 1992 - William Lundin, allenatore di calcio e ex calciatore svedese
- 1992 - Mahmood, cantautore e paroliere italiano
- 1992 - Leandro Maygua, calciatore boliviano
- 1992 - Ragnhild Mowinckel, ex sciatrice alpina norvegese
- 1992 - Yusuf Otubanjo, calciatore nigeriano
- 1992 - Hernán Rivero, calciatore argentino
- 1992 - Johannes Strolz, sciatore alpino austriaco
- 1993 - Ayrton Azzopardi, calciatore maltese
- 1993 - Kelsea Ballerini, cantautrice e personaggio televisivo statunitense
- 1993 - Jakob Busk, calciatore danese
- 1993 - Aleksandar Cvetković, cestista serbo
- 1993 - Steven Davis, cestista statunitense
- 1993 - Rafael Guarderas, calciatore peruviano
- 1993 - Nikos Marinakīs, calciatore greco
- 1993 - Erkebulan Nurğalïyev, calciatore kazako
- 1993 - Athanasios Prōtopsaltīs, pallavolista greco
- 1993 - Caio Souza, ginnasta brasiliano
- 1993 - Zhou Feng, lottatrice cinese
- 1993 - Darko Zorić, calciatore montenegrino
- 1994 - Mhairi Black, politica scozzese
- 1994 - Sergej Božin, calciatore russo
- 1994 - Simone Consonni, ciclista su strada e pistard italiano
- 1994 - Evan Engram, giocatore di football americano statunitense
- 1994 - Go Won-hee, attrice sudcoreana
- 1994 - Jeffrey Herlings, pilota motociclistico olandese
- 1994 - Ashleigh Johnson, pallanuotista statunitense
- 1994 - Gideon Jung, calciatore tedesco
- 1994 - RM, rapper, compositore e paroliere sudcoreano
- 1994 - Federico Marrazzo, pallavolista italiano
- 1994 - Joshua Nadeau, calciatore francese
- 1994 - Stefano Oppo, canottiere italiano
- 1994 - Nicolás Orsini, calciatore argentino
- 1994 - Petar Premović, pallavolista serbo
- 1994 - Elina Svitolina, tennista ucraina
- 1994 - Álvaro Vadillo, calciatore spagnolo
- 1994 - Ish Wainright, cestista statunitense
- 1995 - Gonzalo Carneiro, calciatore uruguaiano
- 1995 - L.J. Collier, giocatore di football americano statunitense
- 1995 - Raphael Dwamena, calciatore ghanese († 2023)
- 1995 - Steven Gardiner, velocista bahamense
- 1995 - Henrik Holm, attore e modello norvegese
- 1995 - Lee Sang-ho, snowboarder sudcoreano
- 1995 - Ryan Potter, attore e doppiatore statunitense
- 1995 - Brandon Powell, giocatore di football americano statunitense
- 1995 - Vasilije Pušica, cestista serbo
- 1995 - Sin Ji-hyeon, cestista sudcoreana
- 1995 - Leonie Tepe, attrice tedesca
- 1995 - Benjamin Thomas, ciclista su strada e pistard francese
- 1995 - Dijan Vukojevic, calciatore svedese
- 1995 - Trevon Wesco, giocatore di football americano statunitense
- 1995 - Filippo Zaccanti, ex ciclista su strada italiano
- 1995 - Dario van den Buijs, calciatore belga
- 1996 - Almir Aganspahić, calciatore bosniaco
- 1996 - Aaron Booth, multiplista neozelandese
- 1996 - Kris Boyd, giocatore di football americano statunitense
- 1996 - Jonathan Bähre, cestista tedesco
- 1996 - Ahmad Caver, cestista statunitense
- 1996 - Joshua Cheptegei, mezzofondista ugandese
- 1996 - Ryan Christensen, ciclista su strada neozelandese
- 1996 - Ambra Esposito, nuotatrice italiana
- 1996 - Colin Ford, attore e doppiatore statunitense
- 1996 - Saliou Guindo, calciatore maliano
- 1996 - Gorka Guruzeta, calciatore spagnolo
- 1996 - Gadiel Kamagi, calciatore tanzaniano
- 1996 - Kim Min-jeong, calciatrice sudcoreana
- 1996 - Fran Manzanara, calciatore spagnolo
- 1996 - Tomás Maya, calciatore colombiano
- 1996 - Luke Mudgway, ciclista su strada e pistard neozelandese
- 1996 - Samuel Nunn, canottiere britannico
- 1996 - Benson Sakala, calciatore zambiano
- 1996 - Manōlīs Saliakas, calciatore greco
- 1996 - Nicole Schott, ex pattinatrice artistica su ghiaccio tedesca
- 1996 - Rodarius Williams, giocatore di football americano statunitense
- 1997 - Aleksandr Belevcev, tuffatore russo
- 1997 - Almida de Val, giocatrice di curling svedese
- 1997 - André Duarte, calciatore portoghese
- 1997 - Devin Duvernay, giocatore di football americano statunitense
- 1997 - Asanti Herring, calciatore americo-verginiano
- 1997 - Elizabeth Holden, ciclista su strada britannica
- 1997 - Julia Kern, fondista statunitense
- 1997 - Phakamani Mahlambi, ex calciatore sudafricano
- 1997 - Abdel Rahman Magdy, calciatore egiziano
- 1997 - Dragoș Nicolae Mădăraș, tennista rumeno
- 1997 - Maggie Nichols, ex ginnasta statunitense
- 1997 - Michael Ojemudia, giocatore di football americano statunitense
- 1997 - Sophia Schneider, biatleta tedesca
- 1997 - Óscar Siafá, calciatore spagnolo
- 1997 - Sydney Sweeney, attrice, modella e produttrice cinematografica statunitense
- 1997 - Jonathan Tseng, militare taiwanese († 2022)
- 1997 - Fulminacci, cantautore italiano
- 1998 - Daniel Altmaier, tennista tedesco
- 1998 - Gabrielle Curry, pallavolista statunitense
- 1998 - Saleh El-Sharabaty, taekwondoka giordano
- 1998 - Anthony Goelzer, calciatore francese
- 1998 - Ahmed Hassan Moussa, calciatore gibutiano
- 1998 - Juan Portilla, calciatore colombiano
- 1998 - Oli Shaw, calciatore scozzese
- 1999 - Abdullah Al-Hamdan, calciatore saudita
- 1999 - Ronaldo Damus, calciatore haitiano
- 1999 - Gemechu Dida, mezzofondista etiope
- 1999 - Zaynab Dosso, velocista italiana
- 1999 - Andrija Drča, giocatore di football americano serbo
- 1999 - Cristian Ferreira, calciatore argentino
- 1999 - Jerome Ford, giocatore di football americano statunitense
- 1999 - Alejandro Galán, cestista spagnolo
- 1999 - Yasin Hamed, calciatore rumeno
- 1999 - Katarina Lazović, pallavolista serba
- 1999 - E.J. Montgomery, cestista statunitense
- 1999 - Razmik Papikyan, lottatore armeno
- 1999 - Song Min-kyu, calciatore sudcoreano
- 1999 - Sebastiano Soracreppa, hockeista su ghiaccio italiano
- 1999 - Nele Trebs, attrice tedesca
- 1999 - Max Zimmermann, hockeista su ghiaccio austriaco
- 1999 - Ivan Ćalušić, calciatore croato
- 2000 - M.J. Devonshire, giocatore di football americano statunitense
- 2000 - Jacob Greaves, calciatore inglese
- 2000 - Caio Lopes, calciatore brasiliano
- 2000 - Tashreeq Matthews, calciatore sudafricano
- 2000 - Vladislav Myl'nikov, schermidore russo
- 2000 - Angie Palacios, sollevatrice ecuadoriana
- 2000 - Valentina Puglisi, calciatrice italiana
- 2000 - Luke Singh, calciatore trinidadiano
- 2000 - Marko Totka, calciatore slovacco

## XXI secolo(24)
- 2001 - Maike van der Duin, pistard e ciclista su strada olandese
- 2001 - Sarah Fahr, pallavolista italiana
- 2001 - Charlotte Grant, calciatrice australiana
- 2001 - Justin Haak, calciatore statunitense
- 2001 - Karol Knap, calciatore polacco
- 2001 - Niccolò Pierozzi, calciatore italiano
- 2001 - Geōrgios Vagiannidīs, calciatore greco
- 2001 - Veigh, rapper e cantante brasiliano
- 2001 - Ziaire Williams, cestista statunitense
- 2002 - Lorenzo Casali, ginnasta italiano
- 2002 - Carlos Andrés Gómez, calciatore colombiano
- 2002 - Chiara Pellacani, tuffatrice italiana
- 2002 - Rustam Soirov, calciatore tagiko
- 2002 - Filip Ugran, pilota automobilistico rumeno
- 2003 - Beckham Castro, calciatore colombiano
- 2003 - Omar El Hilali, calciatore marocchino
- 2003 - Freddie Potts, calciatore inglese
- 2004 - Deva Cassel, attrice e modella italiana
- 2004 - Chen Jia, tuffatrice cinese
- 2004 - Gísli Þórðarson, calciatore islandese
- 2005 - Árpád Kovács, velocista ungherese
- 2006 - Zackary Arthur, attore statunitense
- 2006 - Félix Lebrun, tennistavolista francese
- 2008 - Elena Šabanova, nuotatrice artistica russa

## Senza anno specificato(1)
- Sashi Rawal, musicista, cantante e modella nepalese